# 石川家成
石川家成（日语：／ Ishikawa Ienari，1534年—1609年11月15日）是日本戰國時代至江戶時代初期的武將、大名。德川氏家臣。美濃國大垣藩第2代藩主。德川家康的表兄弟。石川數正的伯父。父親是石川清兼。母親是家康的生母於大之方的妹妹。

## 生平
在天文三年（1534年）於三河國西野（現今愛知縣西尾市）出生，家中三男（一說次男）。從家康還是今川義元的人質時期開始出仕的譜代家臣。永祿元年（1558年），擔任進攻寺部的先鋒。
永祿三年（1560年），參與丸根砦攻略戰。翌年（1561年），參加鳥羽根城攻略戰。永祿6年（1563年），參加三河一向一揆鎮壓戰。元龜元年（1570年），參加姉川之戰。以西三河的旗頭（東三河是酒井忠次）身份，為家康初期的霸業作出貢獻。雖然是熱心的一向宗信者，不過在三河一向一揆爆發時，與父親清兼一同改宗，向家康盡忠。
永祿十二年（1569年），因為今川氏真勢力沒落，被任命為遠江國掛川城城主。同年，向姪兒數正讓出西三河旗頭的地位。
天正八年（1580年），把家督讓予長男康通並隱居。天正18年（1590年），在後北條氏滅亡後，家康移封至關東地方，此時被賜予伊豆梅繩5千石隱居料。
慶長十二年（1607年），因為成為大垣藩初代藩主的康通死去，於是復歸家督並成為第2代藩主。不過因為曾經隱居，而且已是高齢，所以沒有參與幕政。在慶長14年（1609年）10月19日（一說29日）死去。享年76歲。繼承人是外孫兼養子忠總。

## 人物
- 被評為對家康忠心不二，得到家康深厚信任。因此在家成死後，本来應該是無嗣斷絕，不過石川家被允許存續。

## 外部連結
- 武家家伝＿石川氏 （页面存档备份，存于）